# Conviction (album)
Pour les articles homonymes, voir Conviction (homonymie).
 (septembre 2017).
Si vous disposez d'ouvrages ou d'articles de référence ou si vous connaissez des sites web de qualité traitant du thème abordé ici, merci de compléter l'article en donnant les références utiles à sa vérifiabilité et en les liant à la section « Notes et références ».
Albums de Aiden
Rain in Hell [EP]
(2006) Knives
(2009)
Singles
1. One Love
Sortie : 11 septembre 2007
2. Moment
Sortie : 18 mars 2008

Conviction est le troisième album studio du groupe de punk rock américain Aiden, sorti en août 2007.

## Présentation
Le 15 janvier 2007, le groupe commence la préproduction de l'album. À ce stade, le groupe dispose de 14 chansons écrites. L'enregistrement se termine à la mi-février[réf. nécessaire].
wiL Francis, le frontman du groupe, révèle que l'album sera « [leur] plus grand et le plus ambitieux projet à ce jour ».
Conviction est le premier opus du groupe à porter la mention Parental advisory bien que ce ne soit pas le premier à contenir des grossièretés.
L'album a marqué un changement radical dans l'orientation musicale du groupe, étant donné le peu de ressemblance avec leur précédent album, Nightmare Anatomy[réf. nécessaire].
La première chanson de leur album, One Love, est diffusée sur leur page Myspace, le 23 juillet 2007[réf. nécessaire].
Le morceau Bliss est le préféré de beaucoup de fans[réf. nécessaire], du fait du contenu des paroles, mais le morceau ne sortira jamais en tant que single.
L'artiste Alex Pardee (en), à l'origine des pochettes d'albums du groupe The Used, est l'auteur de la jaquette de cet album Conviction.

## Liste des titres
Toutes les paroles sont écrites par wiL Francis, toute la musique est composée par Aiden.
| 1.    | The Opening Departure                                | 2:00 |
| 2.    | She Will Love You                                    | 4:18 |
| 3.    | Teenage Queen                                        | 3:26 |
| 4.    | Hurt Me                                              | 3:26 |
| 5.    | One Love                                             | 3:27 |
| 6.    | Moment                                               | 3:46 |
| 7.    | Darkness                                             | 3:51 |
| 8.    | Son of Lies (feat. Efrem Schulz des Death by Stereo) | 3:22 |
| 9.    | Believe                                              | 3:09 |
| 10.   | Bliss                                                | 3:20 |
| 11.   | The Sky Is Falling                                   | 3:07 |
| 37:12 |                                                      |      |

| Édition incluant 2 titres bonus (Victory Records, 21 août 2007) | Édition incluant 2 titres bonus (Victory Records, 21 août 2007) | Édition incluant 2 titres bonus (Victory Records, 21 août 2007) | Édition incluant 2 titres bonus (Victory Records, 21 août 2007) | Édition incluant 2 titres bonus (Victory Records, 21 août 2007) | Édition incluant 2 titres bonus (Victory Records, 21 août 2007) | Édition incluant 2 titres bonus (Victory Records, 21 août 2007) | Édition incluant 2 titres bonus (Victory Records, 21 août 2007) | Édition incluant 2 titres bonus (Victory Records, 21 août 2007) | Édition incluant 2 titres bonus (Victory Records, 21 août 2007) |
| No                                                              | Titre                                                           | Durée                                                           |                                                                 |                                                                 |                                                                 |                                                                 |                                                                 |                                                                 |                                                                 |
| --------------------------------------------------------------- | --------------------------------------------------------------- | --------------------------------------------------------------- | --------------------------------------------------------------- | --------------------------------------------------------------- | --------------------------------------------------------------- | --------------------------------------------------------------- | --------------------------------------------------------------- | --------------------------------------------------------------- | --------------------------------------------------------------- |
| 12.                                                             | Here Lies the Waste                                             | 3:08                                                            |                                                                 |                                                                 |                                                                 |                                                                 |                                                                 |                                                                 |                                                                 |
| 13.                                                             | So Far Away                                                     | 3:20                                                            |                                                                 |                                                                 |                                                                 |                                                                 |                                                                 |                                                                 |                                                                 |
| 43:40                                                           |                                                                 |                                                                 |                                                                 |                                                                 |                                                                 |                                                                 |                                                                 |                                                                 |                                                                 |

## Crédits
| - wiL Francis : chant - Jake Davison : batterie, percussions - Angel Ibarra : guitare lead - Jake Wambold : guitare rythmique - Nick Wiggins : basse, chœurs | - Composition : Aiden - Production, ingénierie, mixage : John Goodmanson (en) - Production (assistant), mixage (assistant) : John Ziemski - Production (second assistant), mixage (second assistant) : Jeff Gall - Pré-production : David Schiffman assisté de Robert Bicknell II - Mastering : Troy Glessner - Artwork : Alex Pardee - Photographie : Lisa Johnson |

## Classements hebdomadaires
| Classement (2007)                 | Meilleure place |
| --------------------------------- | --------------- |
| États-Unis (Billboard 200)        | 54              |
| Royaume-Uni (UK Albums Chart)     | 45              |
| Royaume-Uni (Rock & Metal Albums) | 1               |